# 토요타 하이랜더
토요타 하이랜더(Toyota Highlander)는 토요타가 제조하는 전륜구동 기반의 준대형 SUV이다. 토요타 캠리의 전륜구동 플랫폼을 기반으로 한다.
오스트레일리아에서는 1세대 일본 내수용의 차명인 "크루거"라는 이름으로 판매한다. 중국에서는 "크라운 크루거"라는 차명으로 판매한다.

## 1세대
2000년에 첫 출시했다. 자연흡기 가솔린 엔진은 직렬 4기통 2.4리터와 V6 3.0리터가 장착됐다.
일본에서는 1세대만 판매했으며, "크루거"라는 차명으로 판매했다.

## 2세대
2007년에 출시했으며, 2세대부터 일본 외 시장용으로 생산하고 있다. 일본에서는 1세대 단종 후 토요타 뱅가드로 대체했다.
2009년부터 미국 인디애나주 프린스턴 현지공장과 중국 광저우 현지공장에서도 생산을 시작했다.

## 3세대
2013년에 공개했으며, 3세대부터 일본에서 생산하지 않는다.

## 4세대
2019년에 공개했으며, 캠리 등에 깔리는 TNGA-K 전륜구동 플랫폼으로 교체했다. 2.5리터 가솔린 자연흡기 하이브리드와 295마력 V6 3.5리터 DOHC 자연흡기 가솔린 엔진이 장착되었으나, V6 3.5리터 DOHC 엔진은 2022년에 265마력 2.4리터 가솔린 터보 엔진으로 대체됐다. 2.4리터 가솔린 터보 엔진은 그랜드 하이랜더와 공용한다. 2.5리터 하이브리드는 캠리와 ES 등에 쓰이는 다이나믹포스 엔진을 공용한다. 승차 정원은 7인승과 8인승을 선택할 수 있으며, 7인승은 2열에 독립식 시트가 적용된다.
대한민국에는 2023년 7월 25일에 4세대를 통해 처음으로 소개됐으며, 2.5리터 가솔린 자연흡기 하이브리드 4륜구동 7인승 사양이 들어왔다. 카스테레오의 스피커는 JBL의 유닛이 적용됐다. 뒷좌석 센터 콘솔에는 C타입 USB 잭 2개와 120V 파워 아웃렛이 장착됐다.
북미 사양에는 2023년부터 장축형인 그랜드 하이랜더가 추가됐다. 또한 그랜드 하이랜더의 플랫폼으로 렉서스 TX가 개발됐으며, 시장에서 좋지 못한 평가를 받았던 렉서스 RX의 장축형을 대체한다. 그랜드 하이랜더와 TX도 기존 하이랜더와 함께 프린스턴 현지공장에서 생산한다.

## 판매 대수
| 연도 | 미국     | 미국       | 오스트레일리아 | 중국     | 중국          |
| 연도 | 오버레일 | 하이브리드 | 오스트레일리아 | 하이랜더 | 크라운 클루거 |
| ---- | -------- | ---------- | -------------- | -------- | ------------- |
| 2001 | 86,700   | N/A        |                |          |               |
| 2002 | 113,134  | N/A        |                |          |               |
| 2003 | 120,174  | N/A        | 1,380          |          |               |
| 2004 | 133,077  | N/A        | 7,655          |          |               |
| 2005 | 137,409  | 17,989     | 7,160          |          |               |
| 2006 | 129,794  | 31,485     | 4,973          |          |               |
| 2007 | 127,878  | 22,052     | 7,886          |          |               |
| 2008 | 104,661  | 19,441     | 13,424         |          |               |
| 2009 | 83,118   | 11,086     | 12,848         | 35,410   |               |
| 2010 | 92,121   | 7,456      | 13,117         | 80,841   |               |
| 2011 | 101,252  | 4,549      | 11,692         | 94,633   |               |
| 2012 | 121,055  | 5,921      | 13,239         | 75,059   |               |
| 2013 | 127,572  | 5,070      | 12,668         | 95,216   |               |
| 2014 | 146,127  | 3,621      | 11,484         | 84,490   |               |
| 2015 | 158,915  | 4,015      | 13,955         | 75,205   |               |
| 2016 | 191,379  | 5,976      | 11,829         | 92,000   |               |
| 2017 | 215,775  | 16,864     | 12,509         | 100,244  |               |
| 2018 | 244,511  | 3,236      | 14,743         | 104,856  |               |
| 2019 | 239,438  | 10,127     | 11,371         | 98,506   |               |
| 2020 | 212,276  | 48,455     | 8,403          | 95,304   |               |
| 2021 | 264,128  | 65,167     | 9,320          | 107,733  | 25,893        |
| 2022 | 222,805  | 43,711     | 12,562         |          |               |